# Horst Hoeck

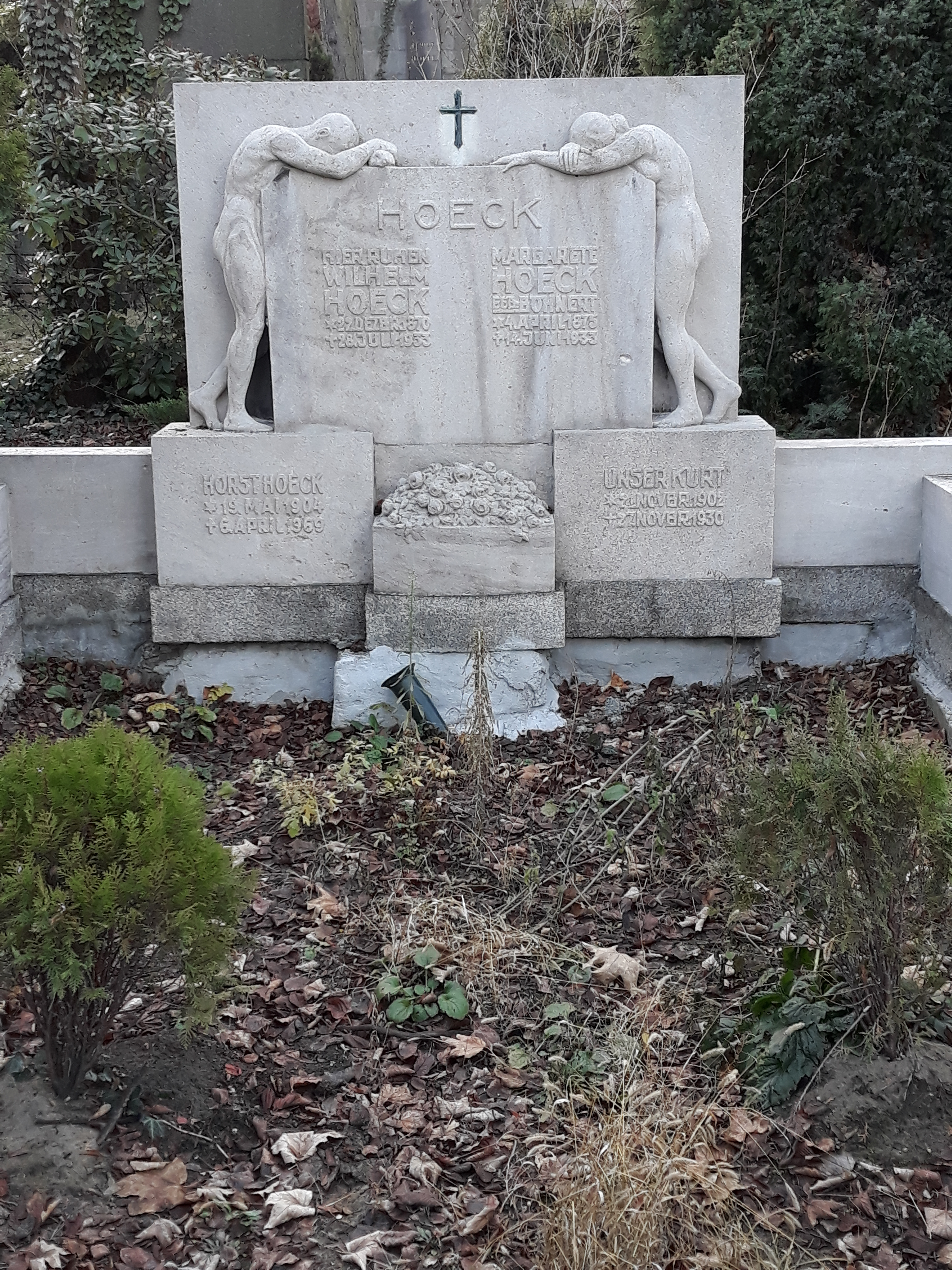
Das Grab von Horst Hoeck im Familiengrab auf dem evangelischen Luisenkirchhof II in Berlin-Charlottenburg.

Horst Hoeck (* 19. Mai 1904 in Berlin; † 6. April 1969 in West-Berlin) war ein deutscher Ruderer, der 1932 Olympiasieger im Vierer mit Steuermann wurde.
Horst Hoeck, der Sohn des Gastwirts Wilhelm Hoeck aus Berlin-Charlottenburg, startete für den Berliner Ruder-Club und wechselte in seiner Laufbahn zwischen Riemenrudern und Skullrudern. 1926 siegte er mit dem Achter bei der deutschen Meisterschaft. Zwei Jahre später trat er zusammen mit Gerhard Voigt im Doppelzweier an und gewann seinen zweiten Meistertitel. Bei den Olympischen Spielen 1928 in Amsterdam belegten Voigt und Hoeck den vierten Platz.
1931 siegte Hoeck mit dem Vierer des Berliner RC bei der deutschen Meisterschaft. 1932 saßen Joachim Spremberg und Horst Hoeck aus dem 1931er Vierer in dem deutschen Vierer bei den Olympischen Spielen 1932. In der Besetzung Hans Eller, Horst Hoeck, Walter Meyer, Joachim Spremberg und Steuermann Carlheinz Neumann siegte das Boot mit knappem Vorsprung vor dem italienischen Boot.
Als Kaufmann war Hoeck 1929/30 geschäftlich in Südamerika tätig. Nach dem Tod seines Vaters übernahm er 1933 dessen Gaststätte mit angeschlossener Likör- und Schnapsproduktion. In erster Ehe (1935 - 1941) war er mit der UFA-Schauspielerin Margot Milesi († 1942, bürgerlich Margot Ruth Lüchen) verheiratet. 1942 heiratete er in zweiter Ehe Ingrid Patermann. Sie war die Tochter des Besitzers der Firma Biomalz in Teltow. 1943 wurde er deren Direktor und Betriebsleiter. Vermutlich wegen Bombenschäden in Berlin zog das Paar nach Kleinmachnow und wohnte dort zur Miete. 1947 sollte er im Auftrag der Sowjetischen Militäradministration kommissarisch die Lebensmittel- und Getränkeversorgung in Ost-Berlin organisieren. Als er diese Aufgabe mit einer unbedachten Bemerkung ablehnte, wurde er verhaftet, verletzte sich bei einem Fluchtversuch schwer und wurde ins Krankenhaus gebracht. Seine Frau fuhr daraufhin mit einem West-Berliner Krankenwagen ins Militärkrankenhaus, wo sie ihren Mann befreien und mit ihm nach West-Berlin fliehen konnte. Da in der Folge die Sowjets versuchten, durch Entführung seiner Frau und Kinder ihn wieder in ihre Hände zu bekommen, brachte er seine Familie am Starnberger See in Sicherheit.
Bis kurz vor seinem Tod führte er wieder die Gaststätte seines Vaters weiter, die vom Krieg verschont worden war. Sie war, 1892 gegründet, eine der ältesten im Stadtbezirk und häufig Schauplatz von verschiedenen Film- und Fernsehproduktionen. Daneben war er von 1956 bis 1958 stellvertretender Vorsitzender des Berliner Ruder-Clubs.
Hoeck war insgesamt dreimal verheiratet. Durch die Entfernung zu seiner Familie scheiterte seine zweite Ehe. 1967 heiratete er seine dritte Ehefrau Hildegard. Er hatte eine Tochter (* 1939) aus erster Ehe und drei weitere Kinder, zwei Söhne und eine Tochter, aus seiner zweiten Ehe. Die dritte Ehe blieb kinderlos.
Im August 2015 fanden Arbeiter seine Olympiamedaille bei Bauarbeiten in einem Tresor in der Villa seines Vermieters in Kleinmachnow.